# سوناكشي سينها
سوناكشي سينها، (بالهندية: सोनाक्षी सिन्हा)، (ولدت في 2 يونيو 1987) في باتنا، بيهار. هي ممثلة هندية بوليوودية ظهرت في صناعة السينما الهندية لأول مرة سنة 2010 مع فيلم Dabangg بجانب سلمان خان، والذي أصبح الفيلم البوليوودي الأعلى دخلاً لذلك العام. سينها تلقت مراجعات إيجابية لأدائها، فضلاً عن جائزة فيلم فير لأفضل ممثلة صاعدة. بعد ذلك عملت في بعض من أضخم الأفلام البوليوودية الناجحة بما في ذلك Son Of Sardaar وراودي راثور وDabangg 2 في عام 2012 وعطلة:جندي لا يتوقف أبدا عن الواجب عام 2014. تلقت سوناكشي مديح النقاد عن أدائها في فيلم الدراما الرومانسية Lootera عام 2013 متزوجة منذ 2024 من الممثل Zuhair Iqbal
.

## النشأة
ولدت سوناكشي في 2 يونيو 1987، هي ابنة كل من الممثل والسياسي شاتروجان سينها وبونام سينها. وهي الأصغر بين ثلاثة أطفال مع شقيقين توأمين، لوف سينها وكوش سينها. أكملت سوناكشي دراستها في آريا فيديا ماندير في مومباي وتخرجت في تصميم الأزياء من جامعة شريماتي ناثيباي دامودار ثاكيرسي للنساء في مومباي ماهاراشترا، الهند.
تنحدر عائلة سوناكشي من ولاية بيهار ولكن سوناكشي تقول إنها بنجابية ولكن ليست بالولادة بل بقلبها وبعاداتها في أكل الطعام.

## الحياة المهنية
بدأت سوناكشي حياتها المهنية كمصممة أزياء، صممت أزياء لأفلام مثل Mera Dil Leke Dekho عام 2005، ومشت على منصة العرض في أسبوع لاكمي للموضة عام 2008 ومرة أخرى في أسبوع لاكمي للموضة عام 2009.
ظهرت لأول مرة عام 2010 في فيلم Dabangg، والتي عملت فيها أمام سلمان خان. الفيلم أصبح الفيلم الأعلى دخلا لعام 2010، واعتبر في النهاية الفيلم الأكثر اقبالا في كل الأوقات. سينها إضطرت لإنقاص وزنها 30 كغ للتحضير لدورها كفتاة قروية. استقبلت أدائها في الفيلم بشكل جيد حيث أشار الناقد تاران أدارش إلى أن «سوناكشي سينها تبدو جديدة، تتصرف بثقة وتشكل ثنائي رائع مع سلمان. الأهم من ذلك، إنها تؤدي تعبيرات صحيحة ولم تنهزم أمام كوكبة النجوم في طاقم العمل.»
ظهرت سوناكشي على غلاف النسخة الهندية من مجلة مكسيم لشهر ديسمبر 2010. وعلى الرغم من أنها لم تظهر في أية أفلام عام 2011، ولكنها فازت بعدة جوائز عن ظهورها لأول مرة. شملت هذه الجوائز جائزة فيلمفير بالإضافة إلى جائزة الأكاديمية الهندية الدولية للأفلام (IIFA) والعديد غيرها.
كان لسوناكشي أربعة إصدارات في عام 2012، أولها كان Rowdy Rathore أمام أكشاي كومار. والذي تلقى مراجعات مختلطة من النقاد، وكان افتتاح الفيلم قويا في شباك التذاكر، وجمع تقريبا حوالي 150.6 مليون روبية (2.4 مليون دولار أمريكي) في اليوم الأول وأصبح في نهاية المطاف الأكثر إقبالاً. فيلمها التالي Joker والذي كان أيضاً بجانب أكشاي كومار، لم يكن ناجحا في شباك التذاكر، وتلقى مراجعات سلبية عديدة. أفلامها الأخرى لذلك العام كان Son Of Sardaar بجانب أجاي ديفجان، وDabangg 2 الذي كان تتمة لفيلم بدايتها الناجح Dabangg. كلا الفيلمين كانا ناجحين في شباك التذاكر، على الرغم من المراجعات المختلطة. كنتيجة لاحتشاد أفلامها في مجموعات قوية في شباك التذاكر، تم الاعتراف بها من قبل جوائز أعمال ETC كالممثلة الأعلى أجراً لعام 2012. في عام 2012 أيضاً، قامت سينها بدبلجة صوت توث في الفيلم الأمريكي Rise of the Guardians.
فيلم سوناكشي الأول لعام 2013 كان فيلم الدراما الرومانسية Lootera بجانب رانفير سينغ. على الرغم من تلقي الفيلم لإستجابة فاترة في شباك التذاكر، كلاً من الفيلم وأداء سوناكشي استقطبا المديح والثناء، مع تصوير سوناكشي لشخصية الفتاة البنغالية باكي التي تموت بسبب مرض السل، والتي تلقت عنها إشادة عالمية من النقاد. ساريتا تانوار أشارت إلى أن «نجمة الفيلم هي بلا شك سوناكشي سينها والتي تعطي أداءً ناضجاً ورقيقاً. هي تعيش الشخصية جسماً وروحاً». النقاد مدحوا أيضا الكيمياء بين سوناكشي ورانفير، حيث أشار تاران أدارش إلى أن «كل إطار في Lootera ينضح بالأحاسيس، ويرجع ذلك جزئياً إلى الكيمياء الحارقة بين العشاق على الشاشة - رانفير وسوناكشي -. الحماس والعاطفة التي تنبعث من الممثلين على الشاشة أثناء عيش شخصياتهم، سوف تترككم في دهشة وتعجب.»
من أفلاهما الأخرى لعام 2013 فيلم الجريمة والرومانسية !Once Upon Ay Time In Mumbai Dobaara، والتي فيها اقترنت مع أكشاي كومار مرة أخرى، بالإضافة إلى عمران خان. وفيلم Bullet Raja بجانب سيف علي خان وأر... راجكومار بجانب شاهيد كابور.
في عام 2014، قامت سوناكشي بالأداء الصوتي لشخصية جويل في الدبلجة الهندية لفيلم الرسوم المتحركة الأمريكي ريو 2، ثم ظهرت في فيلم الأكشن والإثارة Holiday: A Soldier Is Never Off Duty بجانب أكشاي كومار حيث ظهرت في الفيلم كملاكمة.
و فيلم أكشن جاكسون بجانب أجاي ديفجان ويامي غوتام في 5 ديسمبر 2014، والفيلم التاميلي Lingaa بجانب راجنيكانث 12 ديسمبر 2014، وفيلم Tevar بجانب أرجون كابور في 9 يناير 2015. ولاول مرة قامت بالبطولة المطلقة في فلمها akira الذي عرض 2سبتمبر 2016 وايضا مثلت في فيلم noor وكانت البطلة وصدر 7ابريل 2017

## الحياة الشخصية
سوناكشي سينها نباتية ومحبة للحيوانات، وشاركت مع منظمة بيتا (PETA) في حملة تدعو لتبني وتعقيم الكلاب والقطط.

## قائمة الأفلام
| السنة | الفيلم                               | الدور             | ملاحظات أخرى                                             |
| ----- | ------------------------------------ | ----------------- | -------------------------------------------------------- |
| 2010  | Dabangg                              | راجو باندي        | فازت بجائزة فيلمفير أفضل ظهور لأول مرة - أنثى            |
| 2012  | راودي راثور                          | بارو              |                                                          |
| 2012  | Joker                                | ديفا              |                                                          |
| 2012  | OMG – Oh My God                      |                   | ظهور خاص في أغنية "Go Go Govinda"                        |
| 2012  | Son Of Sardaar                       | سوخميت كاور سادهو |                                                          |
| 2012  | Dabangg 2                            | راجو باندي        |                                                          |
| 2013  | Himmatwala                           |                   | ظهور خاص في أغنية "It's Friday"                          |
| 2013  | Lootera                              | باكي روي تشودري   |                                                          |
| 2013  | !Once Upon Ay Time In Mumbai Dobaara | ياسمين شيخ        |                                                          |
| 2013  | Boss                                 |                   | ظهور خاص في أغنية "Party All Night" وأغنية "Har Kisi Ko" |
| 2013  | Bullet Raja                          | ميتالي            |                                                          |
| 2013  | أر... راجكومار                       | تشاندا            |                                                          |
| 2014  | عطلة:جندي لا يتوقف أبدا عن الواجب    | سايبا             |                                                          |
| 2014  | أكشن جاكسون                          | خوشي              |                                                          |
| 2014  | Lingaa                               |                   | فيلم تاميلي                                              |
| 2014  | راودي راثور                          | بارو              |                                                          |
| 2015  | Tevar                                | راديكا            |                                                          |
| 2016  | akira                                | اكيرا             |                                                          |
| 2017  | noor                                 | نور               |                                                          |
| 2017  | Ittefaq                              | مايا سينها        |                                                          |
| 2018  | Welcome to New York                  | جينال باتيل       |                                                          |
| 2018  | Happy Phirr Bhag Jayegi              | Harpreet          |                                                          |

## الجوائز والترشيحات
| السنة | الجائزة                                         | الفئة                                       | الفيلم                   | النتيجة |
| ----- | ----------------------------------------------- | ------------------------------------------- | ------------------------ | ------- |
| 2011  | Annual Central European Bollywood Awards        | أفضل وافدة جديدة                            | Dabangg                  | فوز     |
| 2011  | Apsara Film & Television Producers Guild Awards | أفضل ممثلة صاعدة                            | Dabangg                  | فوز     |
| 2011  | جوائز فيلم فير                                  | أفضل ممثلة صاعدة                            | Dabangg                  | فوز     |
| 2011  | The Global Indian Film and TV Honours           | أفضل وجه جديد وواعد - أنثى                  | Dabangg                  | فوز     |
| 2011  | International Indian Film Academy Awards        | نجمة السنة الصاعدة                          | Dabangg                  | فوز     |
| 2011  | Lions Gold Awards                               | الممثلة الوافدة المفضلة                     | Dabangg                  | فوز     |
| 2011  | Star Screen Awards                              | الوافدة الواعدة الجديدة                     | Dabangg                  | فوز     |
| 2011  | Stardust Awards                                 | نجمة الغد                                   | Dabangg                  | فوز     |
| 2011  | Stardust Awards                                 | أفضل ممثلة إثارة/أكشن                       | Dabangg                  | رُشِّح     |
| 2011  | Zee Cine Awards                                 | أفضل ظهور لأول مرة - أنثى                   | Dabangg                  | فوز     |
| 2011  | Zee Cine Awards                                 | أفضل أيقونة أنثوية عالمية                   | Dabangg                  | رُشِّح     |
| 2011  | FICCI Frames Excellence Awards                  | أفضل ممثلة تظهر لأول مرة                    | Dabangg                  | فوز     |
| 2011  | Aaj Tak Awards                                  | أفضل ممثلة تظهر لأول مرة                    | Dabangg                  | فوز     |
| 2011  | Dadasaheb Phalke Awards                         | أفضل ظهور لأول مرة - أنثى                   | Dabangg                  | فوز     |
| 2011  | Bollywood Hungama Surfers Choice Movie Awards   | أفضل ممثلة تظهر لأول مرة                    | Dabangg                  | فوز     |
| 2012  | ETC Business Awards                             | الممثلة الأعلى أجراً                         | —                        | فوز     |
| 2012  | People's Choice Awards India                    | ممثلة الأفلام المفضلة                       | Rowdy Rathore            | رُشِّح     |
| 2012  | People's Choice Awards India                    | أيقونة الأفلام الشبابية المفضلة             | —                        | رُشِّح     |
| 2013  | Stardust Awards                                 | أفضل ممثلة إثارة/أكشن                       | Rowdy Rathore وDabangg 2 | رُشِّح     |
| 2013  | Stardust Awards                                 | أفضل ممثلة كوميدية/رومانسية                 | Son of Sardar            | رُشِّح     |
| 2013  | Nickelodeon Kids' Choice Awards India           | أفضل ممثلة أفلام                            | —                        | رُشِّح     |
| 2013  | BIG Star Entertainment Awards                   | الممثلة الأكثر ترفيهاً في الأدوار الرومانسية | Lootera                  | فوز     |
| 2013  | BIG Star Entertainment Awards                   | ممثلة الأفلام الأكثر ترفيهاً                 | Lootera                  | رُشِّح     |
| 2014  | Filmfare Awards                                 | أفضل ممثلة                                  | Lootera                  | رُشِّح     |
| 2014  | Apsara Film & Television Producers Guild Awards | أفضل ممثلة في دور البطولة                   | Lootera                  | رُشِّح     |
| 2014  | جوائز الشاشة                                    | أفضل ممثلة                                  | Lootera                  | رُشِّح     |
| 2014  | جوائز الشاشة                                    | الإختيار الشعبي - أنثى                      | Lootera                  | رُشِّح     |
| 2014  | Zee Cine Awards                                 | أفضل ممثلة بنظر النقاد                      | Lootera                  | فوز     |
| 2014  | IBNLive Movie Awards                            | أفضل ممثلة                                  | Lootera                  | رُشِّح     |
| 2014  | International Indian Film Academy Awards        | أفضل ممثلة                                  | Lootera                  | رُشِّح     |

## وصلات خارجية
- سوناكشي سينها على موقع IMDb (الإنجليزية)
- سوناكشي سينها على موقع قاعدة بيانات الأفلام العربية
- سوناكشي سينها على موقع ألو سيني (الفرنسية)
- سوناكشي سينها على موقع ميوزك برينز (الإنجليزية)
- سوناكشي سينها على موقع أول موفي (الإنجليزية)
- سوناكشي سينها على موقع قاعدة بيانات الفيلم (الإنجليزية)
- سوناكشي سينها على موقع كينوبويسك (الروسية)